# Hipólito (gigante)
Hipólito (Ἱππόλυτος / Hippólytos) es un gigante de la mitología griega. Aparece en la lista de nombres de la Biblioteca mitológica de Apolodoro como uno de los hijos de Urano y Gea. Durante la Gigantomaquia Hermes, cubierto con el casco de Hades durante la lucha, mató a Hipólito.